# Pamela Eldred
Pamela Anne Eldred (West Bloomfield, 21 aprile 1948 – West Bloomfield, 12 luglio 2022) è stata una modella statunitense, eletta Miss America nel 1970.
Dopo l'anno di regno, la Eldred si è sposata, ed ha avuto una figlia Hilary Leigh Levey. Ha partecipato ai festeggiamenti per il ritorno a casa di Kirsten Haglund, insieme a Nancy Fleming Lange e Kaye Lani Rae Rafko Wilson, entrambe Miss Michigan, diventate Miss America. Al 2011 viveva ancora nella sua città natale, West Bloomfield.